# 斯泰茜·卡尔
斯泰茜·卡尔（英語：Stacey Carr，1984年4月6日—），新西兰女子曲棍球运动员。她曾代表新西兰国家队参加2006年和2010年英联邦运动会曲棍球比赛，其中2010年英联邦运动会获得一枚银牌。